# Koninklijke Marechaussee
De Koninklijke Marechaussee (KMar) is een Nederlands krijgsmachtdeel naast de Koninklijke Marine (KM), de Koninklijke Landmacht (KL) en de Koninklijke Luchtmacht (KLu). De Koninklijke Marechaussee is een gendarmerie, een militaire dienst die politietaken uitvoert.
Sinds 2025 zijn deze krijgsmachtdelen geen zelfstandige organisaties meer. Alle operationele eenheden van de KM, KL en KLu zijn georganiseerd in 3 respectievelijke operationele commando's (OPCO's). Dit zijn de Commando’s Land-, Lucht/ Ruimte- en Zeestrijdkrachten (CLAS, CLRS en CZSK). Deze staan als onderdeel van het ministerie van Defensie direct onder de Commandant der Strijdkrachten (CDS).
In verband met de specifieke (politie)taak van de KMar staat deze echter direct onder de secretaris-generaal van het ministerie van Defensie; uitgezonderd wanneer de KMar in het buitenland wordt ingezet voor andere taken dan de politietaak t.a.v. militairen. Het Commando Koninklijke marechaussee (CKMar) voert politietaken uit op grond van de Politiewet (PW) 2012. De taken worden zowel nationaal als internationaal en tijdens missies uitgevoerd. Daarnaast levert het CKMar dus capaciteit aan de Commandant der Strijdkrachten bij deelname aan (militaire) missies waarbij het CKMar andere taken uitvoert dan die in de PW zijn opgedragen.

Vlag van de KMar

De personele sterkte is 560 burgers en 5931 militairen; het aantal voltijdfuncties (VTE's) bedraagt 513 voor de burgers en 5931 voor de militairen.

## Etymologie
Het woord marechaussee komt van maarschalkerie. De maarschalk, een hoge militaire rang, is geëvolueerd vanuit paardenknecht. De maarschalkerij hield zich oorspronkelijk bezig met alles wat op de paarden, later de gehele legertros, betrekking had.

## Geschiedenis

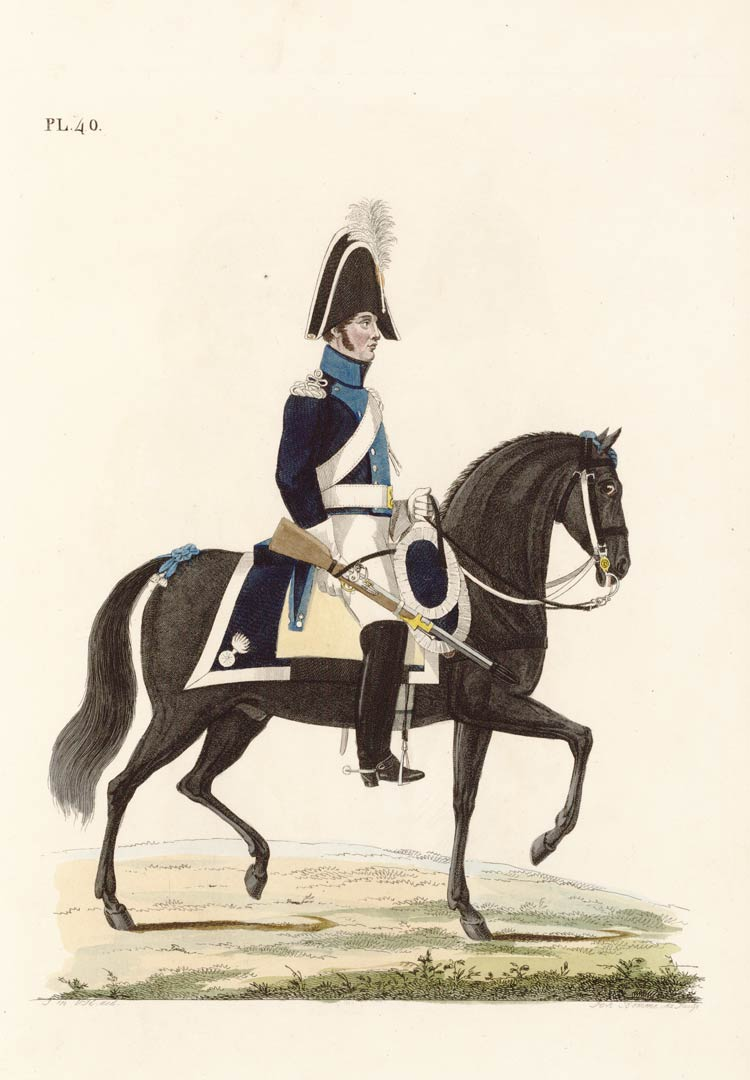
Maréchaussée te Paard, 1823.

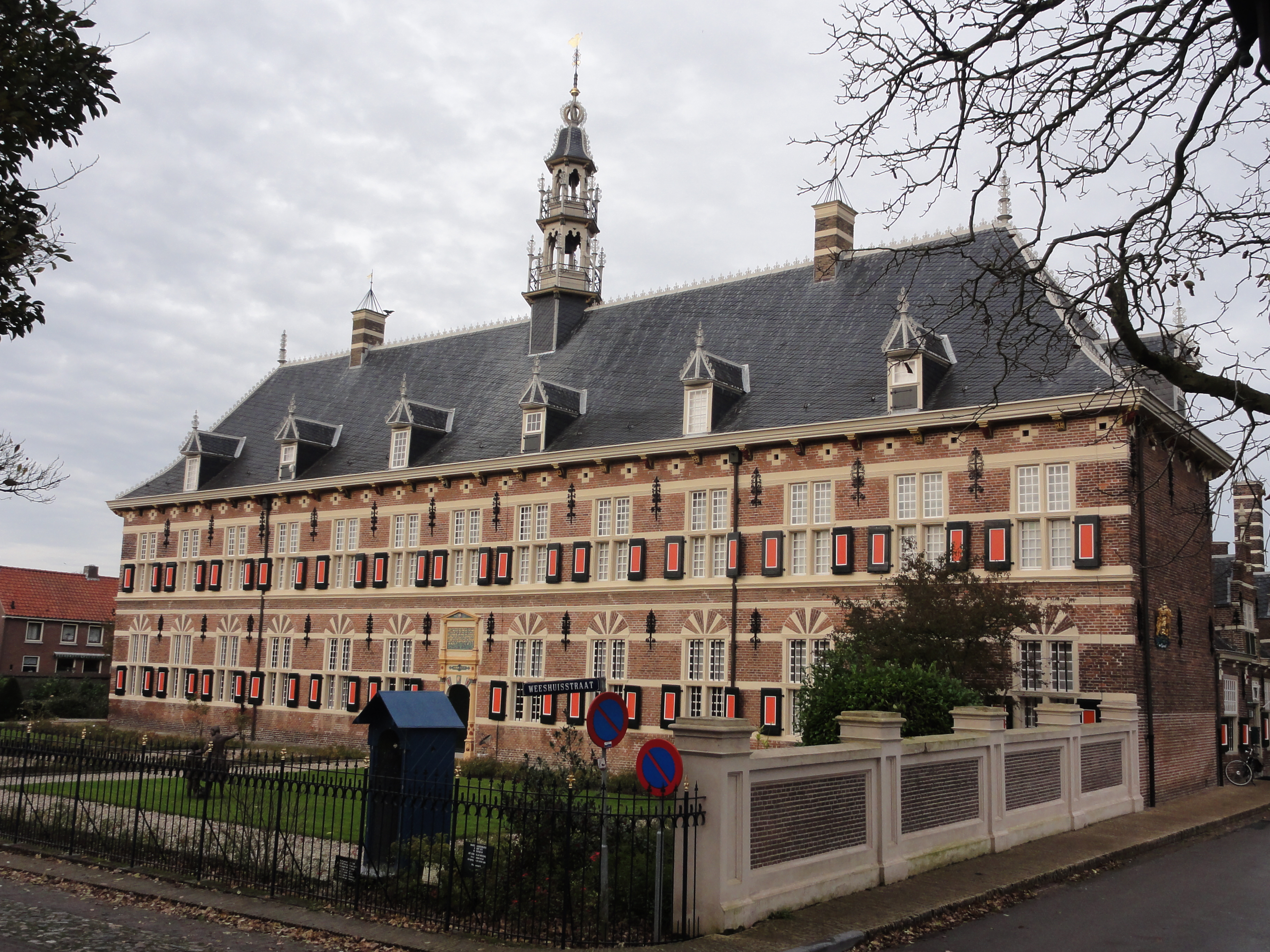
Marechausseemuseum in Buren

Het Corps de Maréchaussée werd op 26 oktober 1814 door Willem I opgericht ter vervanging van de Franse gendarmerie. Omdat de term "gendarmerie" na de Franse bezetting te beladen werd geacht, noemde de vorst het nieuwe korps "maréchaussée" (tijdens het absolutistische ancien régime werden de leden van de Franse Gendarmerie nationale van 1626 tot 16 februari 1791 officieel maréchaussées genoemd). De marechaussee was ondergebracht bij de landmacht. De taken waren destijds het verrichten van politietaken voor de krijgsmacht, en civiel politiewerk als onderdeel van de rijkspolitie. Gendarmerie- en later marechaussee-eenheden waren oorspronkelijk gekazerneerd; ten opzichte van de gewone politie had dit in tijden zonder telefoon- en radioverbindingen het voordeel dat (ook 's nachts) snel in groten getale kon worden opgetreden. Misdaadbendes zoals die in Brabant in de 19e eeuw, en ook na de Eerste Wereldoorlog een plaag waren, werden inderdaad effectief bestreden. De marechaussee was in sommige kleinere steden zoals Venlo begin negentiende eeuw de enige politie. In 1908 wees koningin Wilhelmina de beveiligingstaak van de koninklijke paleizen toe aan de marechaussee. Voorheen werd dit door tuinlieden gedaan en het op wacht staan bij een paleis heet daarom nog steeds "klompenwacht".
Op 5 juli 1940 voegde de Duitse bezetter de marechaussee in Nederland organisatorisch samen met de rijksveldwacht en de gemeenteveldwacht. Hierdoor verloor de marechaussee haar militaire status en het predicaat Koninklijk. Buiten bezet Nederland bleef de Koninklijke Marechaussee bestaan. Ongeveer 200 marechaussees verzorgden de beveiliging van de Nederlandse koninklijke familie en de politiediensten voor de Prinses Irene Brigade.
Na de Tweede Wereldoorlog werd de marechaussee gesplitst in een Korps Rijkspolitie (ter vervanging van de rijks- en gemeenteveldwacht) en de Koninklijke Marechaussee, die weer een militaire status kreeg. Op 3 juli 1956 werd prinses Beatrix benoemd tot 'Schutsvrouwe der Koninklijke Marechaussee'.
In 1994 gingen rijks- en gemeentepolitie op in 25 regiokorpsen en het Korps landelijke politiediensten. Bij die gelegenheid droeg de rijkspolitie de politie- en beveiligingstaken van Schiphol over aan de marechaussee. In 1998 werd de marechaussee een zelfstandig krijgsmachtdeel. In sommige gevallen kan een buitengewoon opsporingsambtenaar zoals bijvoorbeeld een douanier tot onbezoldigd wachtmeester worden benoemd.
Vanaf 1946 kende de Koninklijke Marechaussee ook dienstplichtigen. Zij werden speciaal hiervoor geselecteerd. Na een opleiding te hebben gevolgd in de Koning Willem III kazerne te Apeldoorn, werden de dienstplichtige marechaussees bij de parate troepen geplaatst. Taken waren voornamelijk het begeleiden van militaire verplaatsingen naar oefengebieden in onder andere Duitsland, België en Frankrijk, verkeer regelen, wegaanduidingen aanbrengen, verkeerspatrouilles uitvoeren, inrichten van verkeerscontrole- en verkeersinformatieposten, controle op de naleving van de wetten, militaire voorschriften, orders, verkeersvoorschriften en het assisteren van beroepscollega’s bij hun werkzaamheden. De eerste dienstplichtige marechaussees werden opgeleid om ingezet te worden bij de politionele acties in het voormalige Nederlands-Indië. In totaal vervulden ruim 33.000 jongemannen hun dienstplichttijd bij het wapen der Koninklijke Marechaussee.
In Buren staat het Marechausseemuseum. Dit is het oudste politiemuseum van Nederland; het is in 1936 opgericht door kolonel der Koninklijke Marechaussee b.d. M.C. van Houten. Sinds 1972 is het gevestigd in het voormalige Koninklijk Weeshuis. In de nabijgelegen dependance worden voorbeelden van het rollend materieel geëxposeerd.

## Huidige organisatie
De Koninklijke Marechaussee is hedendaags een politieorganisatie met militaire status. De taken en bevoegdheden strekken zich uit tot buiten de militaire organisatie, en ongeveer 95% van het personeel wordt ingezet voor civiele politietaken. De bevoegdheden en taken staan sinds 2007 vermeld in de Politiewet, omdat over de bevoegdheid van de KMar ten opzichte van burgers onduidelijkheid bestond. Krachtens een wijziging (medio 2007) van artikel 4 lid 4 van de Politiewet heeft de KMar ook ten opzichte van burgers alle bevoegdheden van een opsporingsambtenaar van de politie, zoals vermeld in artikel 141 van het Wetboek van Strafvordering. Er is in het artikel ook bepaald dat, hoewel de Marechaussee bevoegd is, zij zich onthoudt van het uitoefenen van bevoegdheden anders dan voor de taken die in artikel 4 van de Politiewet genoemd zijn.
In het bestuur van de KMar zijn gezag en beheer gescheiden. Het beheer over de KMar berust bij de minister van Defensie; het gezag wordt uitgevoerd door de gezagsdrager die verantwoordelijk is voor de betreffende taak. Zo worden de vreemdelingen en beveiligingstaken uitgevoerd voor het ministerie van Justitie en Veiligheid, heeft het Openbaar Ministerie (OM) de leiding bij opsporingsonderzoeken en zijn burgemeesters en het ministerie van Binnenlandse Zaken en Koninkrijksrelaties (BZK) verantwoordelijk voor handhaving van de Openbare orde en Veiligheid uitgevoerd door de KMar.
Functies bij de KMar worden beschouwd als vertrouwensfunctie. Hiervoor zijn een veiligheidsonderzoek door de MIVD en een verklaring van geen bezwaar vereist.

### Structuur

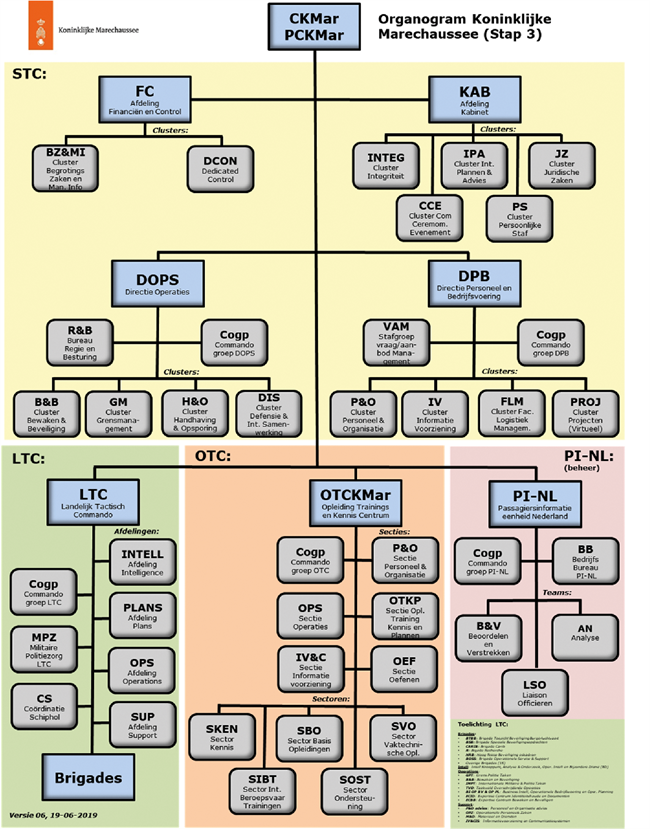

De Koninklijke Marechaussee bestaat uit de volgende eenheden:
- Staf Commandant Koninklijke Marechaussee
- Opleidings- Trainings- en Kenniscentrum Koninklijke Marechaussee
- Landelijk Tactisch Commando
  - Brigade Limburg
  - Brigade Midden Nederland
  - Brigade Noord-Holland-Utrecht
  - Brigade Zeeland West-Brabant
  - Brigade Brabant-Oost
  - Brigade Zuid-Holland
  - Brigade Noord
  - ECID
  - Brigade Caribisch Gebied
  - Brigade Den Haag Beveiliging
  - Brigade Grensbewaking
  - Brigade Hoog Risico Beveiliging
  - Brigade Operationele Service & Support
  - Brigade Politie en Beveiliging
  - Brigade Recherche
  - Brigade Speciale Beveiligingsopdrachten
  - Brigade Toezicht Beveiliging Burgerluchtvaart
  - Brigade Vreemdelingenzaken

### Algemene taken
Deze zijn vastgelegd in artikel 4 van de Politiewet 2012 en artikel 5 van de Veiligheidswet BES. Hieronder vallen onder meer:

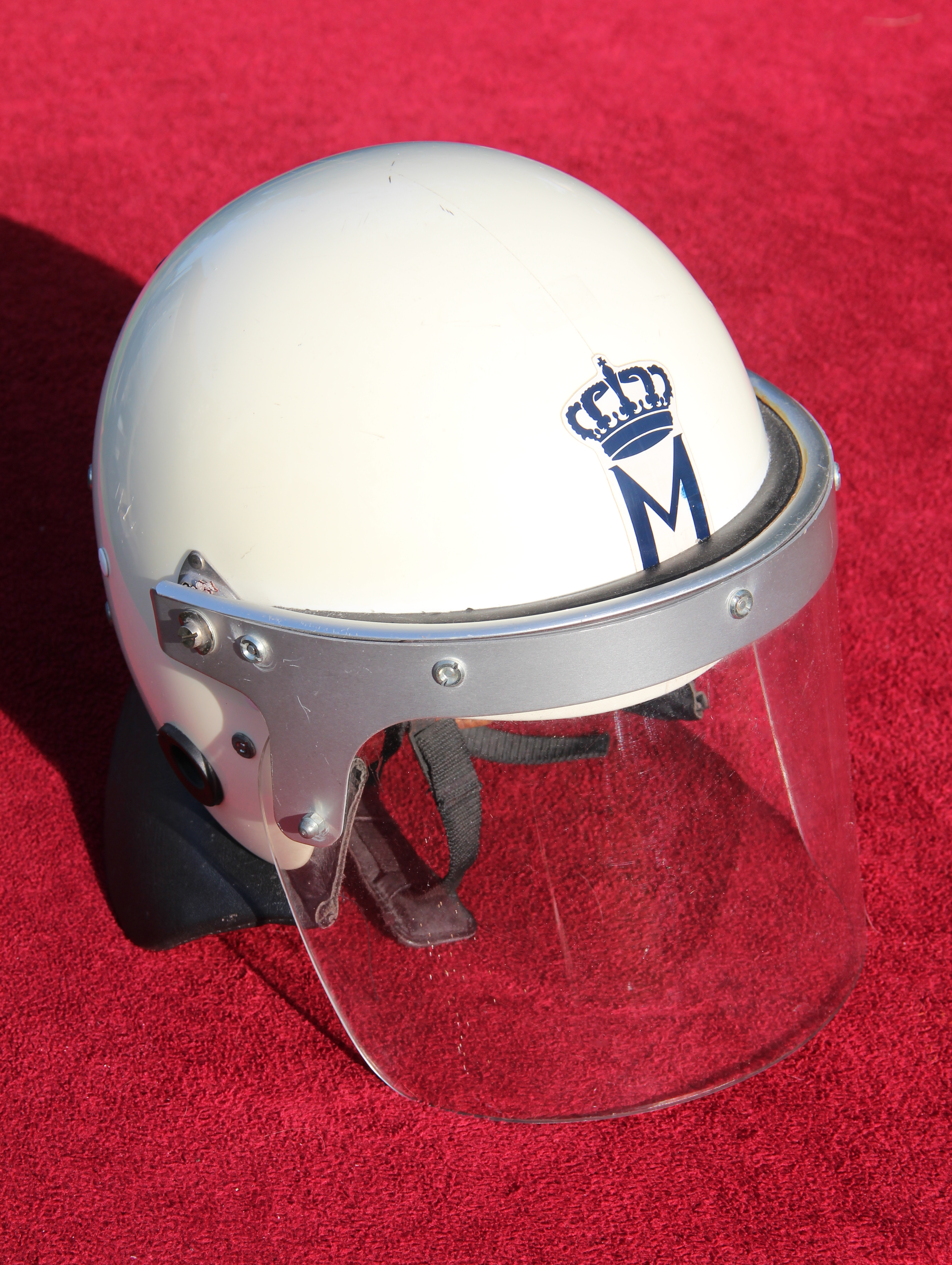
ME-helm, oud model

- politietaken ten behoeve van de Nederlandse en andere strijdkrachten, en op plaatsen onder beheer van Defensie
- politietaken op Schiphol, Flamingo Airport, F.D. Roosevelt Airport, Juancho E. Yrausquin Airport en andere aangewezen luchthavens en de beveiliging van de burgerluchtvaart
- bijstand aan, assistentie van en samenwerking met Nederlandse politie
- bewaking van de buitengrenzen (grensbewaking) van het Schengen-gebied en het binnenlands vreemdelingen- en veiligheidstoezicht langs de 'binnengrenzen' met het Mobiel Toezicht Veiligheid
- waken voor de veiligheid van de leden en paleizen van het Koninklijk Huis
- beveiliging en bewaking van De Nederlandsche Bank en begeleiding van geldtransporten van de Nederlandsche Bank
- beveiliging van het Catshuis, de ambtswoning van de minister-president
- het (mede) uitvoeren van de basispolitiezorg op de eilanden Sint Eustatius en Saba onder de verantwoordelijkheid van de korpschef van het Korps Politie BES (KPBES).

### Inzetbaarheidsdoelstellingen
Deze omvatten de bescherming van het Koninkrijk en bondgenootschappelijke grondgebied, de bescherming en bevordering van internationale rechtsorde en stabiliteit en de ondersteuning van civiele autoriteiten bij nationale en internationale rechtshandhaving, rampenbestrijding en humanitaire hulp.
De inzetcapaciteit is afhankelijk van de personeelsvulling en alle beschikbare financiële mogelijkheden. Met het verschijnen van de defensienota 2018 zijn deze als volgt.
1. Te leveren voor taken van het Ministerie van Defensie:
- Een peloton t.b.v. massa- en relcontrole voor korte tijd
- Langdurige personeelsinzet t.b.v. persoonsbeveiliging
- Langdurige internationale inzet bij civiele politiemissies en beperkte inzet voor stabiliteitscontrole
- Langdurige cyberinzet ter ondersteuning van lopende operaties
- Uitvoering van 1 offensieve of defensieve cyberoperatie

2. Te leveren voor taken van het Ministerie van Justitie en Veiligheid:
- Een forensisch team voor korte tijd
- Een langdurige bijdrage aan de bewaking van de EU buitengrens
- Langdurige MP taken bij oefeningen en inzet buiten Nederland

3. T.b.v. nationale en koninkrijkstaken te leveren:
- Cyberveiligheidspersoneel i.h.k.v. beveiliging tegen digitale bedreigingen
- 1 KMar detachering voor het Caribisch gebied

Middels het in de defensie en beleidsnota 2018 gestelde, houdt de toekomstige upgrading van operationele middelen voor de KMar het volgende in.
- uitbreiding cybercapaciteit, IT infrastructuur en inlichtingen analyse capaciteit (joint)
- uitbreiding munitie en tactische voorraden (joint)
- oprichting Passenger Information Unit (KMar)
- uitbreiding capaciteit voor grensbewaking en beheersing migratiestromen (KMar)

### Taakuitbreiding

#### HRB-eskadron
Na meerdere terroristische aanslagen in Europa besloot de Nederlandse regering tot de oprichting van het Hoog Risico Beveiliging Eskadron (HRB-eskadron) als onderdeel van de Marechaussee. Ze worden bemand door speciaal hiervoor opgeleid KMar-personeel en dienen risicogevoelige objecten te beschermen tegen aanslagen. Eind 2016 waren er zes pelotons bemand door in totaal ca. 400 personen.
Het HRB-eskadron bewaakt objecten als overheidsgebouwen en Joodse instellingen. Patrouilles worden meestal goed zichtbaar in voertuigen en te voet uitgevoerd en een enkele maal onopvallend in burgerkledij.
Het proactief ingestelde personeel houdt verbaal contact met voorbijgangers en omwonenden. Bij verhoogde dreiging is de inzet snel op- en afschaalbaar. Het eskadron heeft een robuuste uitrusting en bewapening, ze zijn in staat tot optreden in een hoog geweldsspectrum.

#### Locaties van de eenheden
- Caribisch gebied (Brigade Caribisch:KM kaz. Suffisant, Curacao)
- Drenthe (Bde Oost/Noord: Coevorden en Bde Drenthe/IJsselstreek 1: Darp)
- Gelderland (Bde Veluwe: Apeldoorn; Bdes Buitenland Missies en Operationele Krijgsmacht Ondersteuning: Uddel en Bde Oost/Midden: Zevenaar)
- Groningen (Bde Drenthe/Ijsselstreek 2: Eelde airport en Bde Wadden: Zoutkamp)
- Limburg (Bde Limburg-Z: Maastricht airport en Bdes Brabant-N en Limburg-N: Venlo)
- N-Brabant (Bde Brabant-Z: Eindhoven airport en Bde Scheldestroom: Hoogerheide)
- N-Holland (Bdes Politie/Beveiliging, Operationele Ondersteuning en Toezicht Burgerluchtvaart: Badhoevedorp, Bdes Grensbewaking en Vreemdelingenzaken: Schiphol airport en Bde N-Holland: Den Helder en IJmuiden)
- Utrecht (Bde Utrecht: Baarn, Bde Speciale Beveiligingsopdrachten: Huis ter Heide en Bde Recherche: Utrecht)
- Z-Holland (Bdes Beveiliging en Hoog Risico: Den Haag en Bde Z-Holland: Rotterdam)

#### Brigade Speciale Beveiligingsopdrachten
Brigade Speciale Beveiligingsopdrachten (BSB) is een speciale eenheid van de KMar die kan worden ingezet als arrestatieteam, als observatieteam of voor persoonsbescherming.
Werving geschiedt uit KMar en politiegelederen en uit de krijgsmachtonderdelen. Kandidaten die niet bij de KMar of politie vandaan komen worden eerst opgeleid tot medewerker bijzondere opdrachten en aansluitend tot Algemeen Opsporingsambtenaar. De officiële functiebenaming is de van toepassing zijnde rang - voor bijzondere opdrachten.

#### Bereden Brigade Koninklijke Marechaussee
De Bereden Brigade Koninklijke Marechaussee verricht operationele en ceremoniële taken.

#### Expertisecentrum Identiteitsfraude en Documenten
Het Expertisecentrum Identiteitsfraude en Documenten (ECID) helpt identiteitsfraude voorkomen en bestrijden.

#### Expertisecentrum Luchthavens
Luchthavens zijn belangrijke transportknooppunten. Dat maakt ze aantrekkelijk voor crimineel gebruik en terreur. Het Expertisecentrum Luchthavens (ECL) helpt het veiligheidsniveau op en rond de Nederlandse luchthavens versterken.

## Tradities

### Logo
Het logo van de Koninklijke Marechaussee is, als bij veel buitenlandse gendarmeriekorpsen, een zogeheten springende granaat. In de 17e eeuw werd een nieuw wapen in Europa ingevoerd: de handgranaat. Dit waren bollen van glas of metaal, gevuld met buskruit. Ze werden ontstoken met een lont. Het werpen van deze granaten was erg gevaarlijk. De soldaten die dit werk deden, werden grenadiers genoemd. Ze moesten extra moedig zijn en kregen ook iets meer betaald. Zo werden de grenadiers de elitetroepen van alle Europese legers. Als teken van hun elitaire status droegen de grenadiers op hun uniform een gestileerde springende (of vlammende) granaat van messing. Dit teken werd al gauw het symbool voor militaire elite-eenheden.
Overigens was de vlammende granaat (maar dan in een achtpuntige ster) ook het logo van de in 1994 opgeheven Rijkspolitie. In het huidige ceremoniële tenue van de Marechaussee is een deel van deze historie nog terug te vinden. Met name de traditie van een bereden wapen is nadrukkelijk aanwezig. Dit is ook de reden dat de Koninklijke Marechaussee een standaard voert in plaats van de vaandel zoals gebruikelijk is.

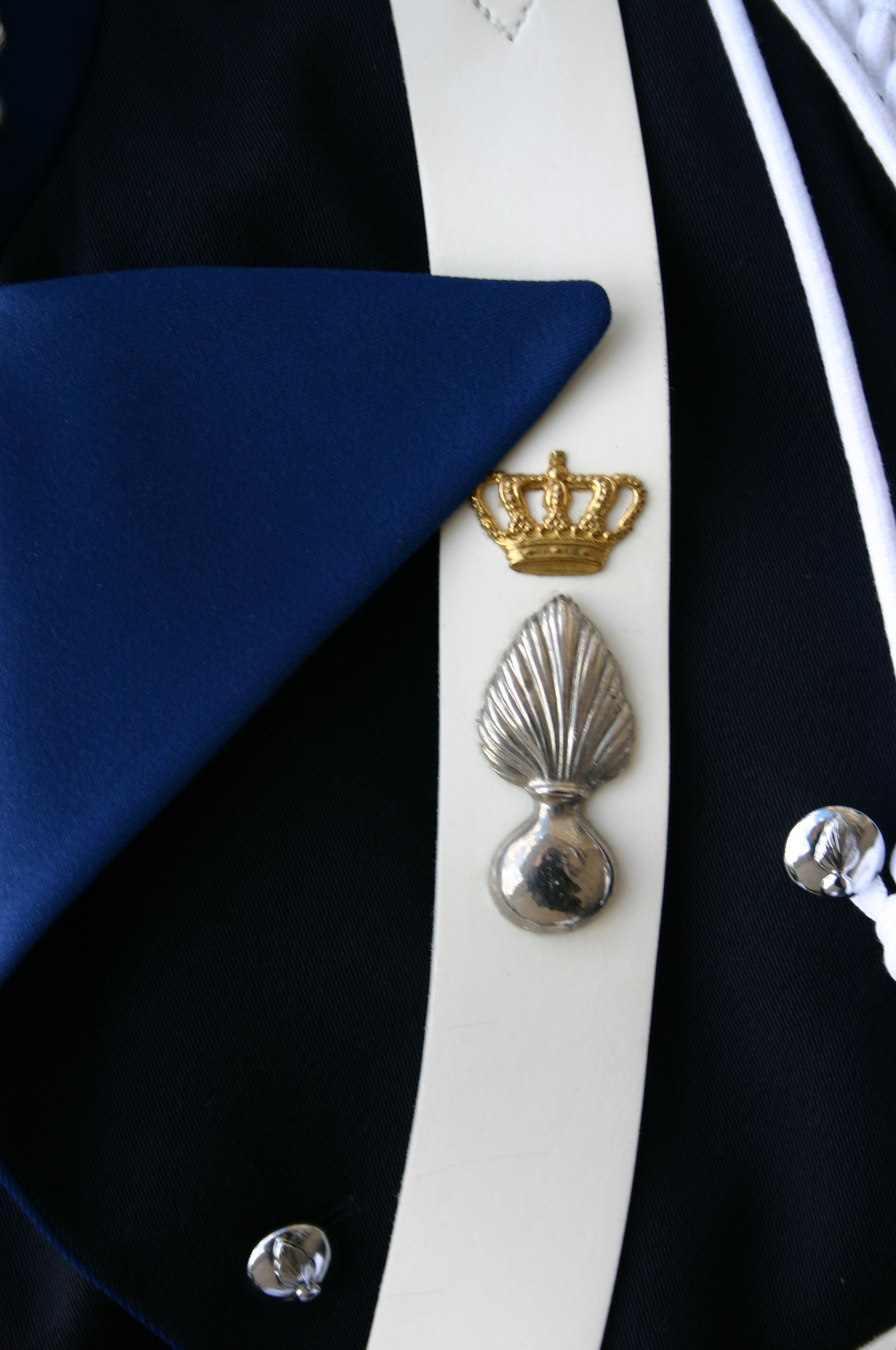
Springende granaat
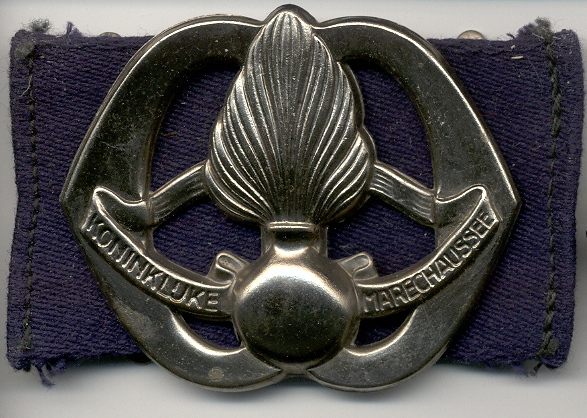
Baretembleem van de Koninklijke Marechaussee, 1ste model gedragen tussen 1947 en 1954 incl. origineel geweven ondergrondje
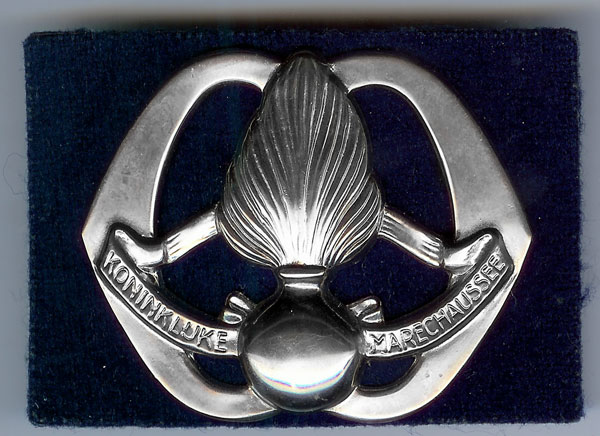
Baretembleem van de Koninklijke Marechaussee, model tussen 1954 en 1998
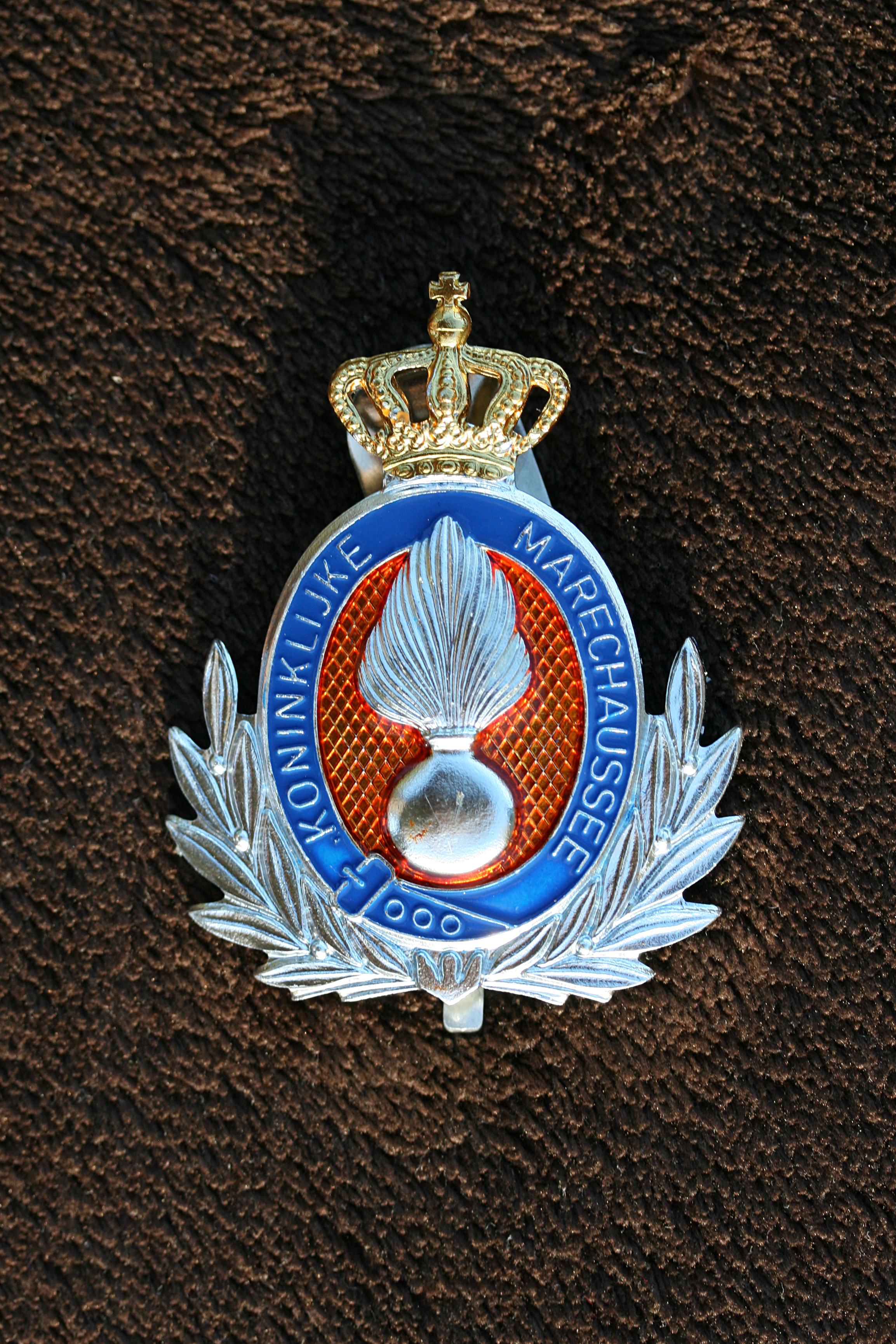
Baretembleem van de Koninklijke Marechaussee

## Materieel
De KMar beschikt over onder andere het volgende materieel:

### Voertuigen
- 24 pantserrupsvoertuigen: 4 pelotons met elk 6 YPR-765's voor acties in het hoge geweldsspectrum, gestationeerd bij de Brigades Noord-Oost, West en Zuid.
- 15 trekkeroplegcombinaties: Mobiel Administratie Centrum voor Mobiel Toezicht Veiligheid.
- 174 patrouillemotoren: Yamaha FJR1300A-toermotorfietsen, nieuwe BMW K 1600-GT-p en KTM-enduromotorfietsen.
- 146 patrouillebussen: Volkswagen Transporter, Mercedes-Benz Vito en Mercedes-Benz Sprinter.
- 113 surveillancevoertuigen: Volkswagen Golf Variant, Opel Astra Tourer, Seat Ateca, Mercedes-Benz B-Klasse en BMW X1.
- 110 terreinvoertuigen: Volkswagen Amarok, waarvan 80 voertuigen met striping en 30 'groene' voertuigen.
- 54 overige voertuigen: Mercedes-Benz Vito ten behoeve van forensische opsporing en hondengeleiders, Nissan Navara ten behoeve van de Bereden Brigade.
- Gepantserde patrouillevoertuigen, aantal in verband met veiligheid onvermeld: gepantserde Toyota Land Cruiser en Mercedes-Benz G-Klasse in gebruik bij de BSB, GBB en HRB.

### Vaartuigen
- 11 Rigid Hull Inflatable Boats (RHIB's) diverse lengten en voor uiteenlopende doeleinden
- 2 Boomeranger 1380 kajuit-RHIB's voor patrouilles aan de nationale of Europese maritieme buitengrens

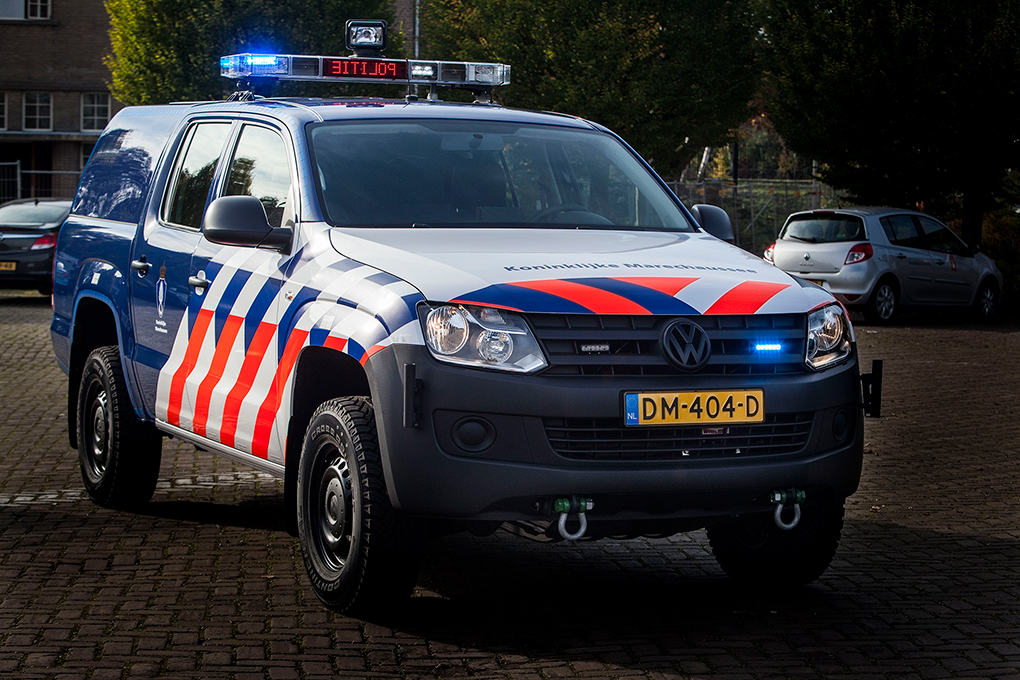
Volkswagen Amarok van de Koninklijke Marechaussee
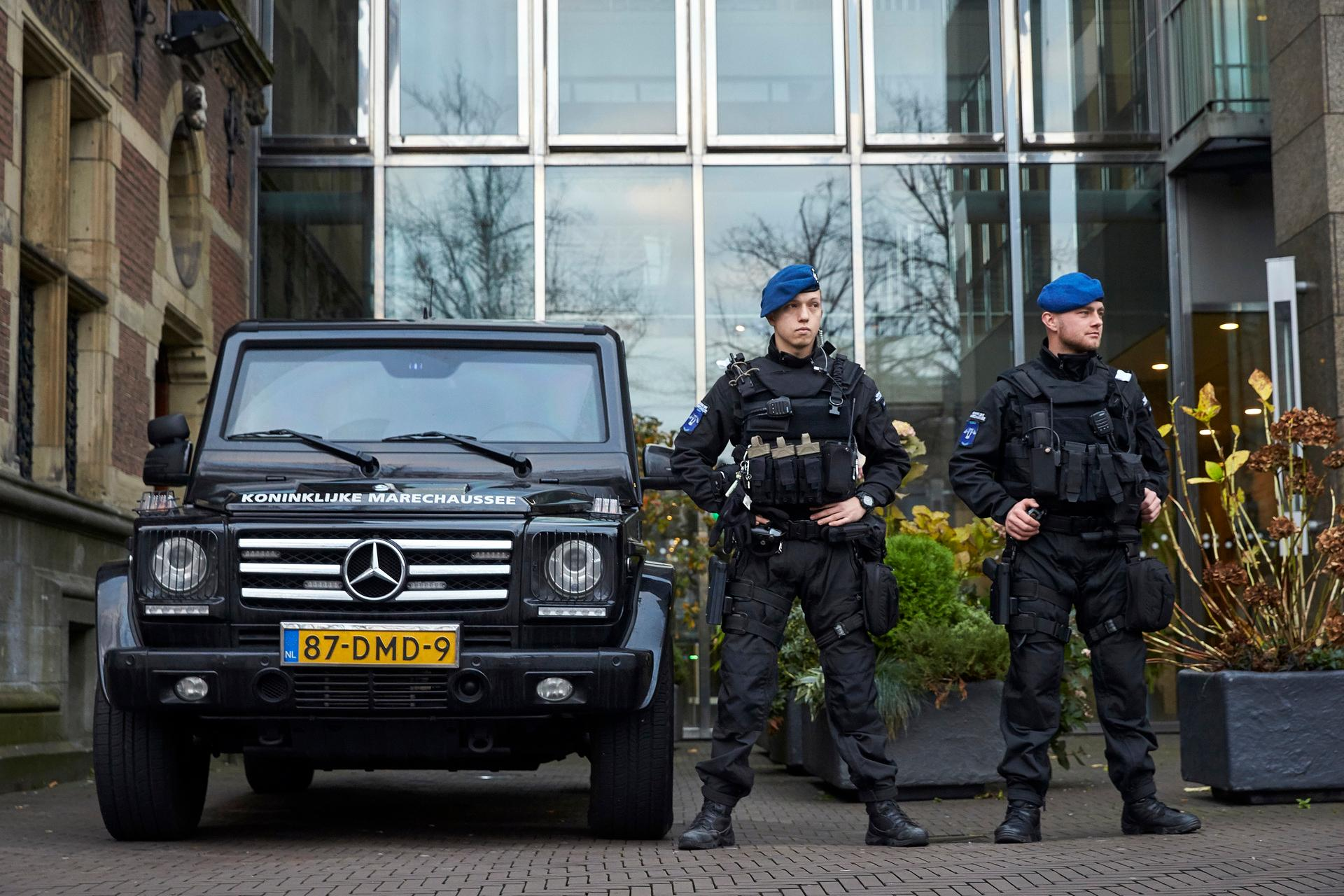
Gepantserde Mercedes-Benz G-Klasse ten behoeve van beveiliging van de Tweede Kamer
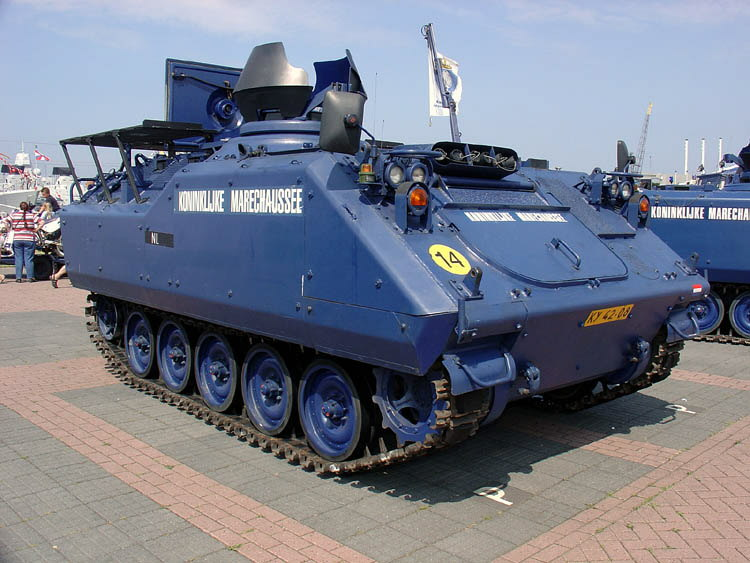
YPR-765 pantserrupsvoertuig
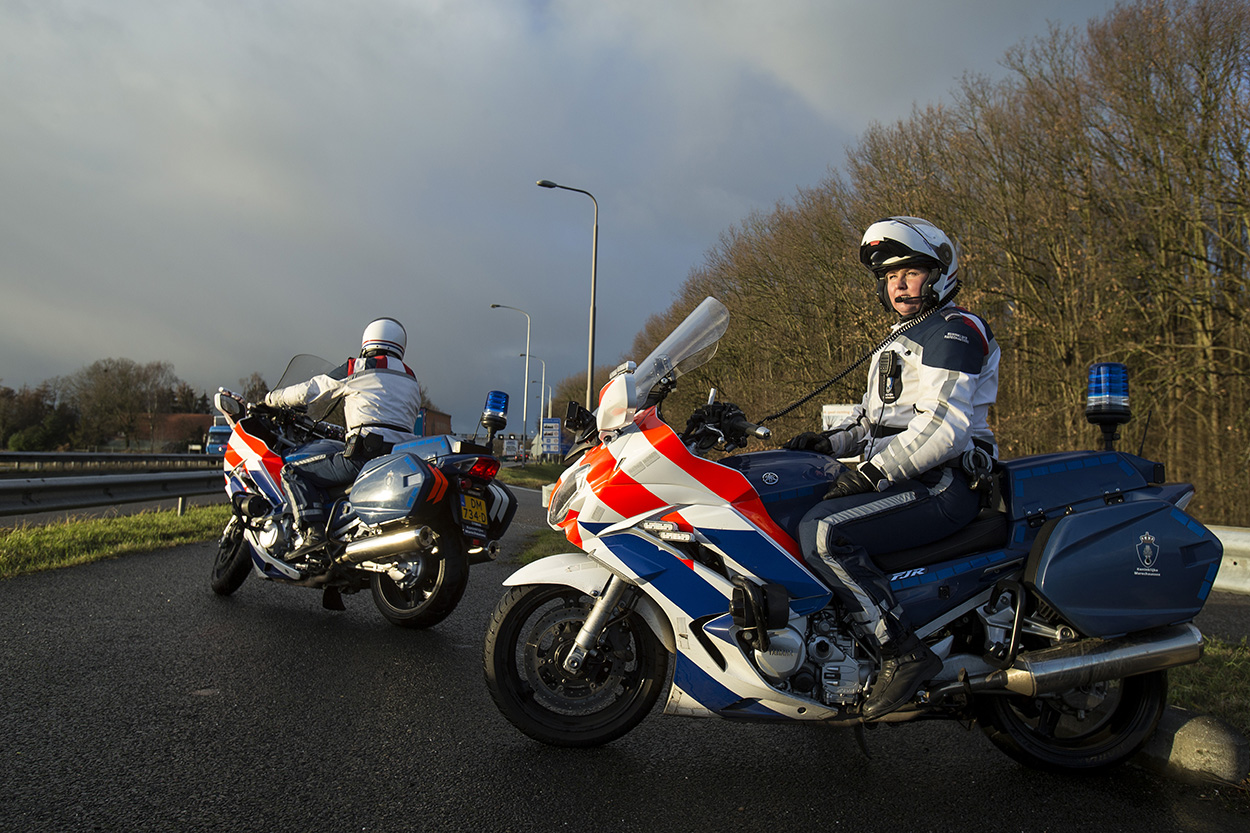
Twee motorrijders van de KMar tijdens grenscontrole

## Internationaal
De Koninklijke Marechaussee is een Gendarmerieorganisatie en maakt deel uit van het samenwerkingsverband voor Europese Gendarmerieorganisaties (European Gendarmerie Force (EGF)). Een gendarmerieorganisatie wordt gekenmerkt door de militaire status en civiele politietaken onder civiel gezag. Gendarmerieorganisaties kunnen, zoals de Koninklijke Marechaussee en de Italiaanse Carabinieri, beheersmatig zijn ondergebracht bij Defensie maar de Jandarma in Turkije, de Guardia Civil in Spanje en de Franse Gendarmerie Nationale vallen (ondanks hun militaire status) onder Binnenlandse Zaken. Een gendarmerie kan de politietaak voor militairen uitvoeren maar dat is niet altijd het geval (Spanje). Veel landen rond de Middellandse Zee, zoals Portugal, Spanje, Italië, Turkije, Israël en Marokko beschikken over gendarmerieorganisaties. Angelsaksische landen hebben vaak een militaire politie (MP). Het verschil is dat een MP onderdeel is van het leger en enkel (beperkte) politietaken voor Defensie uitvoert. Deze organisaties hebben geen civiele politietaken en staan meestal niet onder civiel gezag.

### Vergelijkbare korpsen
Voorbeelden van vergelijkbare korpsen zijn:
- Gendarmerie Nationale (Frankrijk)
- Rijkswacht (België) (gedemilitariseerd in 1992 en in 2001 gefuseerd met onder andere de gemeentelijke politiediensten)
- Carabinieri (Italië)
- Guardia Civil (Spanje)
- Bundespolizei (Duitsland)
- … en anderen, zie: Gendarmerie

## Lijst van commandanten van de Koninklijke Marechaussee sinds 1945

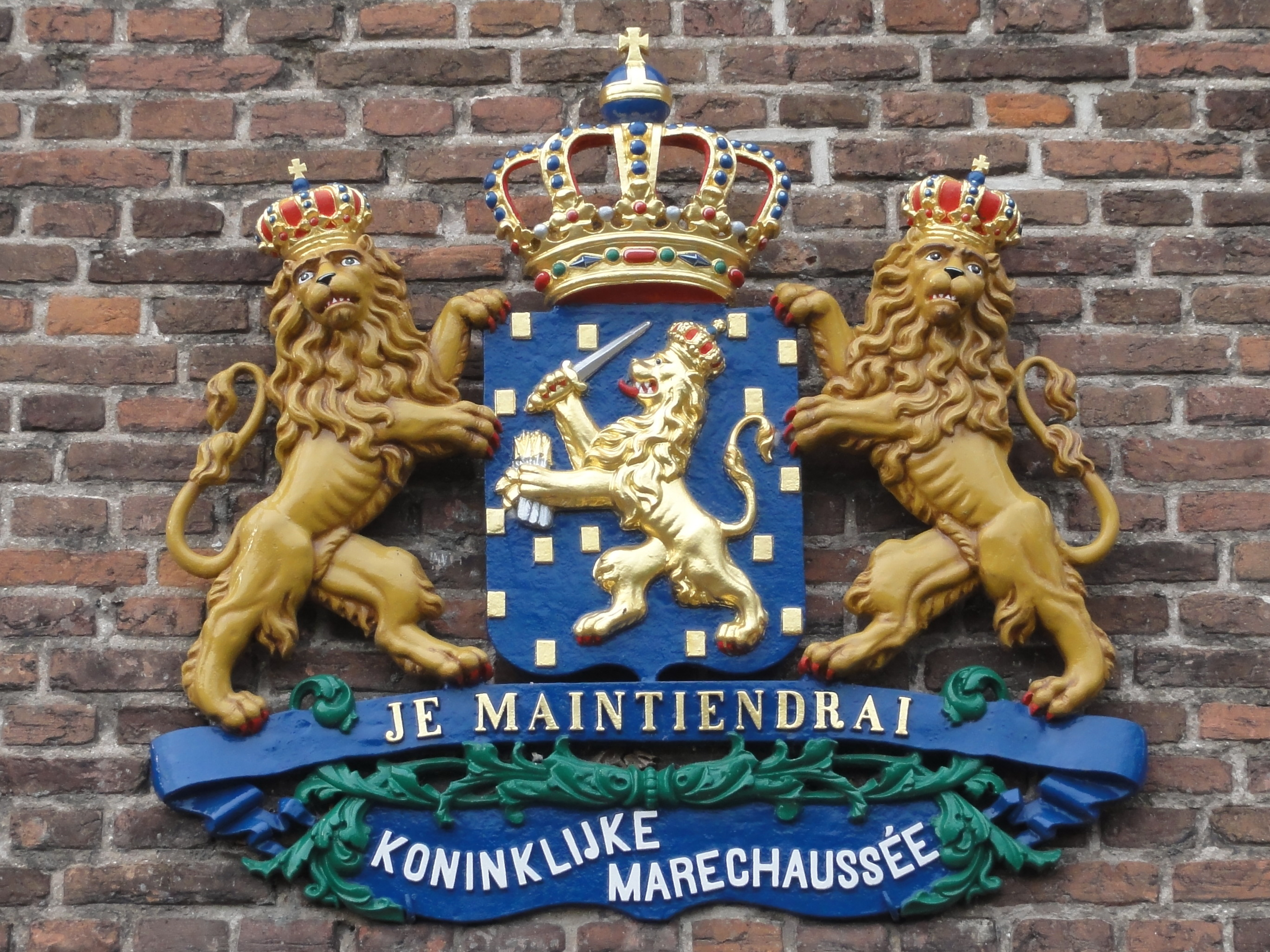
Wapen van de KMar

- 1946 - 1946 generaal-majoor W. van den Hoek
- 1946 - 1952 generaal-majoor M. Tans
- 1953 - 1956 brigade-generaal W. Kist
- 1956 - 1959 brigade-generaal L. de Zeeuw
- 1959 - 1963 brigade-generaal Otto Arnold Kaub
- 1963 - 1965 brigade-generaal A.J.F.M. Egter van Wissekerke
- 1965 - 1971 generaal-majoor H.J. Amelink
- 1971 - 1974 generaal-majoor N. Meyer
- 1974 - 1977 generaal-majoor E.N. Spronk
- 1977 - 1981 generaal-majoor H.C. de Bruijn
- 1981 - 1986 generaal-majoor Frans van Lier
- 1986 - 1990 generaal-majoor Hans Rademaker
- 1990 - 1993 generaal-majoor Bert Sunter
- 1993 - 1999 generaal-majoor Diederik Fabius
- 1999 - 2004 generaal-majoor Kees Neisingh
- 2004 - 2008 luitenant-generaal Minze Beuving
- 2008 - 2012 luitenant-generaal Dick van Putten
- 2012 - 2015 luitenant-generaal Hans Leijtens
- 2015 - 2019 luitenant-generaal Harry van den Brink
- 2019 - 2023 luitenant-generaal Hans Leijtens
- 2023 - 2023 generaal-majoor [interim] Roger Costongs
- 2023 - heden luitenant-generaal Annelore Roelofs